# Rabta
Rabta (em árabe: الرابطة) é uma cidade e comuna localizada na província de Bordj Bou Arreridj, Argélia. Segundo o censo de 2008, a população total da cidade era de 11 012 habitantes.